# ユリウス・シュレック
ユリウス・シュレック（Julius Schreck, 1898年7月13日 - 1936年5月16日）は、ドイツの軍人。国家社会主義ドイツ労働者党（ナチ党）初代親衛隊上級指導者。

## 生涯
1920年にナチ党に入党して以来、アドルフ・ヒトラーとは深い関係を築き続けた。第一次世界大戦に従軍した経験があり、ドイツ義勇軍のメンバーでもあった。
1921年には突撃隊の創設に尽力し、1923年からは『ライプシュタンダーテ・SS・アドルフ・ヒトラー (LSSAH)』の前身ともいえる『アドルフ・ヒトラー特攻隊 (Stosstrupp Adolf Hitler)』なるヒトラー直属の新しい護衛部隊を設立することになりルドルフ・ヘス、エミール・モーリス、ウルリヒ・グラーフなどが共同発起人となった。
同年11月のミュンヘン一揆にも参加し、ヒトラーをはじめ他の幹部と共にランツベルク刑務所に投獄された。
1925年のナチ党再結成後、護衛組織は“親衛隊”と名称を変更し、シュレックは親衛隊のナンバー5となった。シュレックはヒトラーによって護衛組織を指揮するように命じられ、親衛隊上級指導者となった。
シュレックは1926年に親衛隊上級指導者の座から身を引いたが、親衛隊隊長として親衛隊には名を連ね続け、以後はヒトラーの専属運転手を務めた。1930年に親衛隊指導者であったハインリヒ・ヒムラーの下で組織が拡大し始めたことに伴い、シュレックは親衛隊大佐に任命されたがほとんど実権が与えられることは無かった。シュレックは、健康上の理由により親衛隊上級大佐を最後に親衛隊から退いた後も、6年間ヒトラーの運転手を務めた。
1936年5月16日に、髄膜炎により死去。37歳。国葬が執り行われ、親衛隊少将を追号された。

## 逸話
1931年9月19日、ヒトラーはミュンヘンへ向かう最中にインゴルシュタットの南にある集落バール＝エーベンハウゼン近くでスピード違反を犯した。彼の車は法定速度の倍のスピードを出していたが、それほどまでに急いでいたのは姪ゲリ・ラウバルが自殺したという報告を受けていた為とも言われている。当時の警察ではスピード違反について、道路脇に立つ2人の警察官がストップウォッチを用いてスピードを判定し、違反車はナンバーを控えて後日切符を発行するという手順がとられていた。3日後、ヒトラーの名で違反切符が発行された。しかし、その後ヒトラーは当時運転していたのは自分ではなくシュレックで、彼に対して極力スピードを出して走るように命じていたのだと語った。そのように命じた理由は明かされなかったものの、それ以上の追及もないまま罰金の精算が行われた。